# Leitet
Leitet est une localité du comté de Nordland, en Norvège.

## Géographie
Administrativement, Leitet fait partie de la kommune de Vestvågøy.